# Hélène en Bavière
 (juillet 2010).
Si vous disposez d'ouvrages ou d'articles de référence ou si vous connaissez des sites web de qualité traitant du thème abordé ici, merci de compléter l'article en donnant les références utiles à sa vérifiabilité et en les liant à la section « Notes et références ».
Hélène Caroline Thérèse, duchesse en Bavière et princesse de Tour et Taxis, née le 4 avril 1834 à Munich et morte le 16 mai 1890 à Ratisbonne, est le troisième enfant et la première fille du duc Maximilien en Bavière et de la princesse Ludovica de Bavière. Elle était surnommée Néné.

## Biographie

### Famille
Pour des raisons dynastiques de réconciliation entre les deux branches de la Maison de Wittelsbach, son père, aîné de la branche cadette de la maison de Wittelsbach, a épousé à 20 ans en 1828 la princesse Ludovica de Bavière, la plus jeune des sœurs du roi Louis Ier, qui en avait 19. Pour la jeune princesse qui d'altesse royale devient simplement altesse et dont les sœurs ont épousé des monarques, c'est une humiliante régression dans la hiérarchie nobiliaire, voire une sorte de mésalliance, d'autant plus que ce n'est que 17 ans plus tard que son mari recevra de son beau-frère le fameux prédicat d'Altesse Royale. Par esprit de revanche, elle cherchera à marier ses filles le plus brillamment possible.
Hélène, aînée des filles du couple, a quatorze ans lorsque la révolution de 1848 embrase la Confédération germanique. Son oncle, le roi Louis Ier, doit abdiquer et céder le trône à son fils Maximilien II. Dans toute la Confédération, ses cousins princiers doivent fuir leurs États. En Autriche aussi, l'empereur Ferdinand abdique et laisse le trône à son neveu de 18 ans, François-Joseph.

### Une fiancée bafouée
Or François-Joseph est un cousin utérin d'Hélène. Sa mère, l'archiduchesse Sophie, est une sœur de la duchesse Ludovica. Elle cherche à rétablir l'influence de l'Autriche en Allemagne en organisant un mariage des plus avantageux pour son fils. La Prusse s'étant récusée et la Saxe n'offrant aucune princesse susceptible de plaire au jeune empereur, c'est vers la Bavière, sa terre natale, que se tourne la très politique archiduchesse. La branche aînée ne pouvant proposer de princesses en âge d'être mariée, c'est vers la branche cadette que se tourne l'archiduchesse. Son choix se porte sur « Néné ». Les fiançailles impériales, qui sont un secret de polichinelle, doivent être annoncées publiquement lors du bal célébrant les 23 ans du jeune monarque le 18 août 1853. Cependant ce n'est pas vers Hélène, 19 ans, mais vers la sœur cadette de 15 ans de la princesse, la toute jeune Élisabeth, dite « Sissi », que se tourne le souverain.

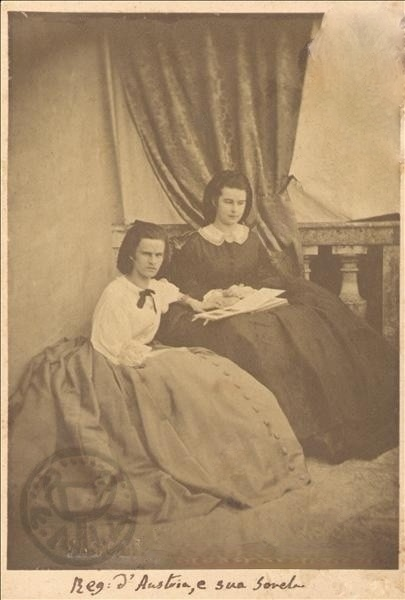
Les duchesses Hélène et Élisabeth en Bavière. "Néné", 19 ans, à gauche et "Sissi", 15 ans, à droite (1853).

Hélène est humiliée devant sa parentèle et les cours européennes. Elle a très peu d'espoir de trouver un prince voulant épouser une princesse ridiculisée en public devant la très prestigieuse cour d'Autriche. Quel souverain oserait rendre une visite officielle en Autriche ayant à son bras la fiancée délaissée de l'empereur ? Ce serait au moins un manque de tact, voire une faute diplomatique.
L'humiliation d'Hélène est aggravée par l'arrivée à Possenhofen d'une multitude de professeurs de toutes sortes dont la mission est de former la jeune Sissi à sa fonction d'impératrice et qui traitent la jeune fille avec les égards qui lui seront dus. Cependant, raisonnable et généreuse, Hélène ne témoigne d'aucune aigreur envers sa sœur.
Le mariage a lieu avec faste à Vienne le 24 avril 1854. Très vite, arrivent à Possenhofen des lettres où Sissi exprime ses difficultés d'adaptation à la cour de Vienne, ses révoltes face à l'étiquette et la nostalgie de sa famille et de sa Bavière natale.

## Mariage

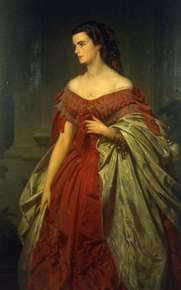
Hélène de Wittelsbach, duchesse en Bavière, princesse de Tour et Taxis (Correns, 1859)

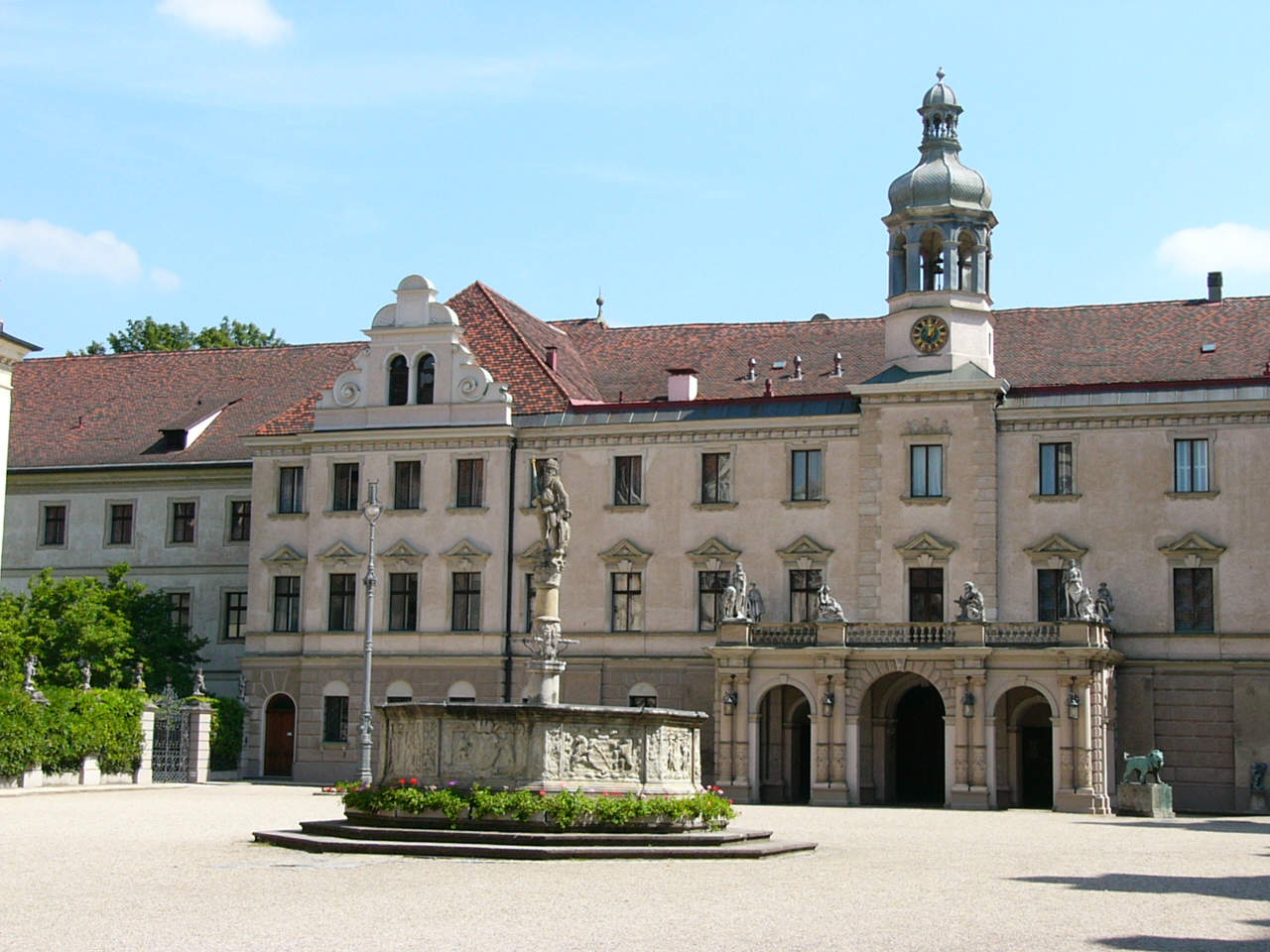
La palais Saint-Emeran, résidence de la famille de Tour et Taxis

Quelques années plus tard, un prétendant se présente, le prince Maximilien de Tour et Taxis. Celui-ci est l'héritier de la plus grosse fortune de Bavière mais n'appartient pas à une famille régnante. Aussi le roi Maximilien II refuse-t-il d'accorder sa permission à ce mariage inégal. Sissi, qui culpabilise, et François-Joseph, qui est gêné, prennent le parti d'Hélène et le 24 août 1858 à Possenhofen, la noce peut être célébrée.
Le couple aura quatre enfants :
- Louise (1859-1948), épouse en 1875 Frédéric de Hohenzollern-Sigmaringen (1843-1904), sans postérité ;
- Élisabeth (1860-1881), épouse en 1877 Michel de Portugal, duc de Bragance (1853-1927) d'où deux fils et une fille ;
- Maximilien (de) (1862-1885), sans alliance ;
- Albert (1867-1952), épouse le 15 juillet 1890 Marguerite-Clémentine d'Autriche (1870-1955).

Les années suivantes, dans le sillage de Sissi, leurs sœurs Marie-Sophie épouse le roi des Deux-Siciles et Mathilde le frère de celui-ci.
En 1860, bien que jeune mère de famille et enceinte pour la seconde fois, elle accompagne sa sœur Sissi, malade, à Madère.

## L'année terrible
1867 est une année terrible. L'année s'ouvrait pourtant joyeusement avec la proclamation des fiançailles de la benjamine "Sopherl" avec leur cousin et souverain, le roi Louis II de Bavière, ami intime du prince Paul de Taxis, beau-frère de Néné et la naissance de la princesse Marie-Thérèse de Bourbon-Siciles, premier enfant du comte et de la comtesse de Trani. Mais le 9 mars, la jeune épouse de Gackel, Sophie de Saxe, meurt à l'âge de 22 ans laissant une petite-fille de 15 mois et un mari désespéré.
Le 8 mai, la naissance du prince Albert, quatrième enfant et second fils des princes de Tours-et Taxis n'est qu'une joie éphémère car juin sera un mois de tragédie : le 6, leur cousine Mathilde de Teschen, fille de l'archiduc Albert et de la défunte duchesse Hildegarde de Bavière, dont on pensait faire une reine d'Italie, meurt brûlée vive à l'âge de 19 ans. Le 8, sanctionnant le recul de l'Autriche et l'émergence de la Hongrie, François-Joseph et Sissi sont couronnés roi et reine de Hongrie. Le 19, l'empereur du Mexique, vaincu par les rebelles, est exécuté après un rapide procès tandis que son épouse, revenue en Europe où elle n'a trouvé aucun soutien à sa cause, sombre dans la folie. L'archiduchesse Sophie, vaincue sur le plan politique et profondément affectée dans son cœur de mère, se retire de la vie publique. Enfin, le 26, le prince-héritier Maximilien meurt à l'âge de 35 ans après avoir confié l'éducation de ses enfants et la gestion de son immense fortune à la princesse Hélène anéantie.
En octobre, le roi Louis II rompt ses fiançailles avec Sophie-Charlotte. L'année suivante, Sophie-Charlotte épousera un prince français, le duc d'Alençon. En attendant, tous vont s'épancher à Possenhofen.

## Veuvage
Veuve à l'âge de 33 ans, mère de quatre enfants dont l'aînée n'a que huit ans, la princesse Hélène assume la direction des nombreux biens de la famille de Tour et Taxis non sans souffrir de la perte qu’elle a subie. Après la fondation de l’Empire allemand en 1871, elle est confrontée à la politique du chancelier Bismarck qui souhaite nationaliser la poste bavaroise, propriété des Tour et Taxis.
En 1875, elle marie sa fille aînée, Louise, au prince Frédéric de Hohenzollern, membre catholique de la famille impériale allemande et frère du prince de Roumanie et de la comtesse de Flandres. Puis en 1877, sa fille Élisabeth épouse Michel de Portugal, duc de Bragance, prétendant au trône du Portugal ; mais la jeune femme meurt à peine âgée de 21 ans, en 1881, laissant trois enfants en bas âge. Profondément affectée par ce nouveau deuil, la princesse Hélène se retire peu à peu de la vie publique.

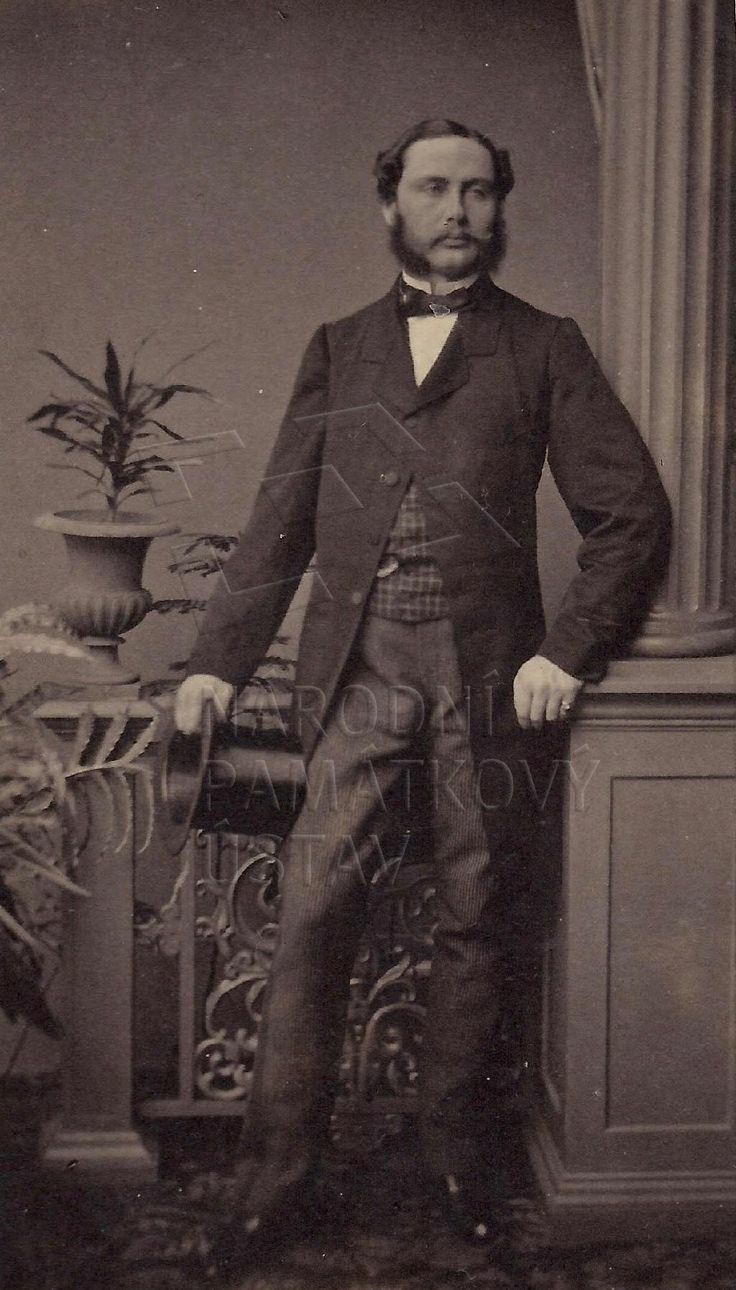
Le prince héritier Maximilien.
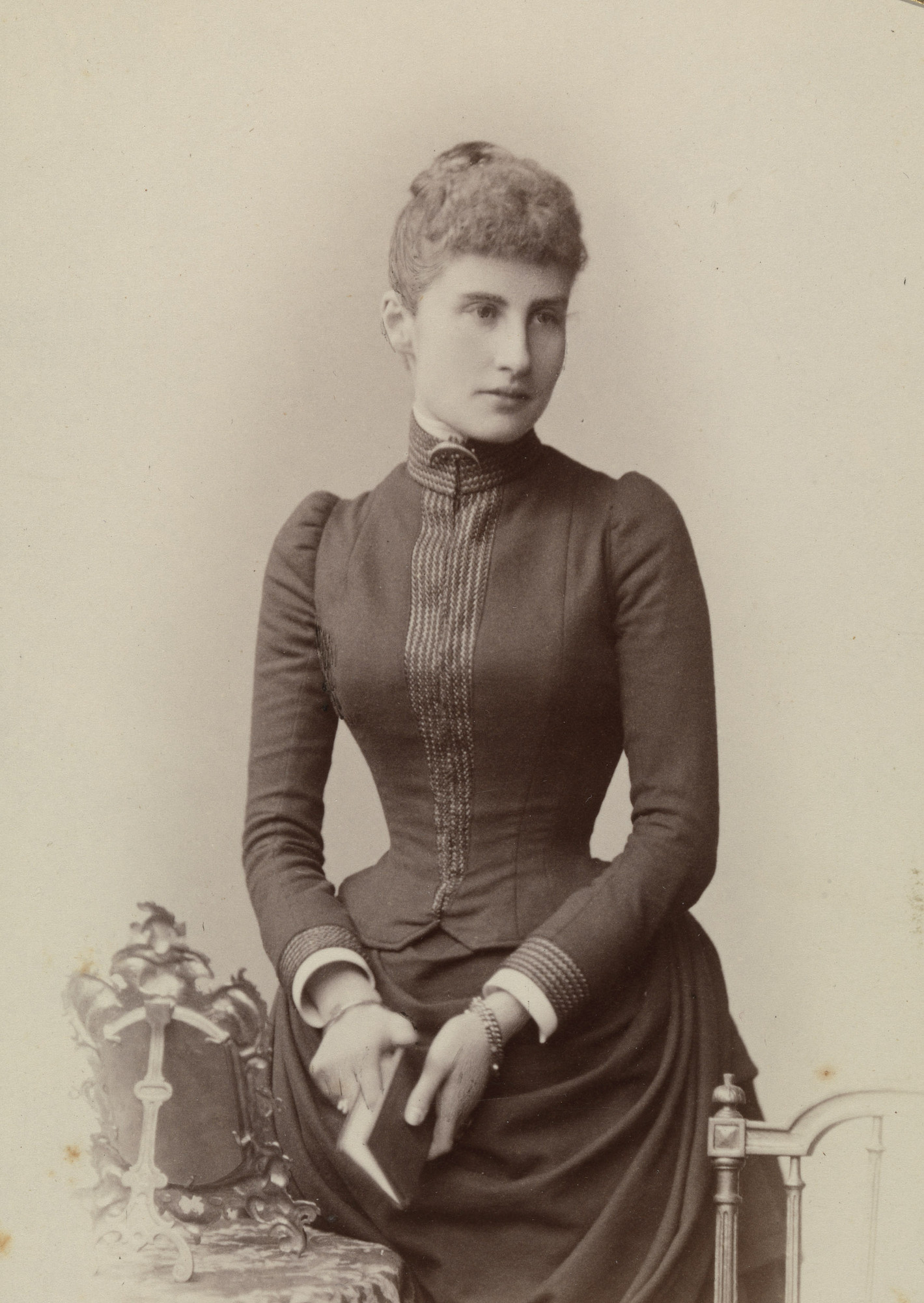
Louise de Tour et Taxis, princesse de Hohenzollern.
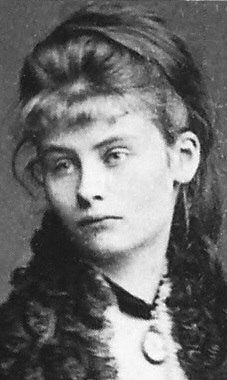
Elisabeth de Tour et Taxis, duchesse de Bragance.
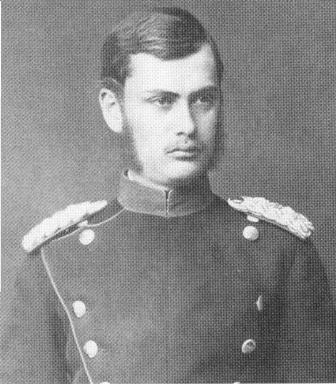
Maximilien-Marie, 7e prince de Tour et Taxis.
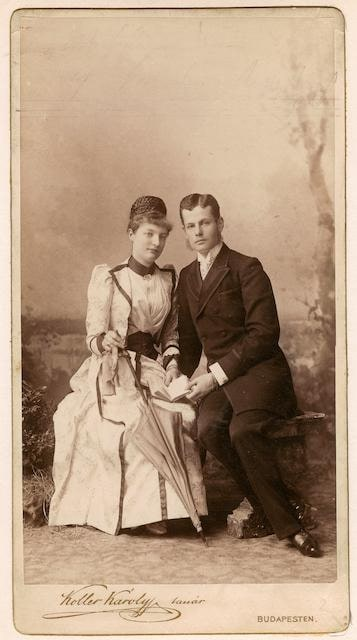
Le prince Albert et sa fiancée, l'archiduchesse Marguerite-Clémentine.

En 1883, la princesse remet la gestion de son héritage à son fils aîné qui vient d'atteindre l'âge de 21 ans. Le jeune homme succombe à la scarlatine deux ans plus tard. La douleur de la princesse Hélène est telle qu’elle est internée quelque temps en hôpital psychiatrique. Son second fils, Albert, étant âgé de 18 ans, la princesse reprend pour trois ans, la gestion des biens de ses enfants.
Elle trouve réconfort et consolation dans sa foi profonde et sa piété active. Mais la confiance qu'elle accorde à son directeur spirituel fait jaser et des calomnies fusent. La princesse douairière est aussi connue pour son étourderie et son manque de ponctualité au point que, reçue en audience au Vatican, elle aurait fait attendre le pape.
En juin 1886, le roi Louis II, déclaré incapable de régner, est destitué et reclus dans un château. Une semaine plus tard, on retrouvera son corps et celui de son médecin dans le Lac de Starnberg. En 1888, la princesse perd son père, l'original duc Max. Le 31 janvier 1889, son neveu, l'archiduc-héritier d'Autriche est retrouvé mort en compagnie de sa maîtresse, une jeune fille de 17 ans, dans le pavillon de chasse de Mayerling. L'impératrice reprend sa manie des voyages loin de sa cour et de son pays tandis que la duchesse d'Alençon est internée un certain temps dans l'hôpital du docteur Kraft-Ebing.
Malgré les deuils et les scandales, la fin des années 1880 consacre la fortune de la famille. Le prince Albert se fiance à un membre de la famille impériale sans que cela crée la moindre opposition. La fiancée n'est autre que l'archiduchesse Marguerite-Clémentine d'Autriche, fille de l'archiduc Joseph, palatin de Hongrie et de la princesse Clotilde de Saxe-Cobourg-Gotha. L'archiduchesse Clotilde est la fille du prince Auguste de Saxe-Cobourg-Kohary, cousin germain catholique de la reine Victoria Ire du Royaume-Uni et le plus important propriétaire terrien de Hongrie et de la princesse Clémentine d'Orléans, fille du roi des Français Louis-Philippe Ier. La fiancée est une proche parente de la famille royale belge, la nièce du prince de Bulgarie et la cousine germaine de la reine-régente d'Espagne et de la future reine de Bavière. Par ce second mariage avec un membre d'une maison souveraine, les Tours et Taxis entrent de plain-pied dans le cercle restreint des familles royales.
Très malade après les fiançailles de son fils le prince Albert avec l'archiduchesse Marguerite-Clémentine d'Autriche, la princesse Hélène s'apprête à quitter le monde. Toute sa famille vient à son chevet, Sissi reste près d'elle jusqu'à sa mort et Hélène lui confie en anglais, langue dont les sœurs se servent pour communiquer entre elles sans craindre les oreilles indiscrètes : « Nous avons beaucoup souffert parce que nous avions un cœur. »

## Dans l'art et la fiction
La duchesse Hélène est surtout présente dans les films consacrés à sa sœur l'impératrice d'Autriche :
- Dans les films réalisés par Ernst Marischka par Uta Franz (1955/1957)
- Dans la série britannique La Chute des aigles par Ann Penfold (1974)
- Dans le téléfilm réalisé par Jean-Daniel Verhaeghe Sissi, l'impératrice rebelle par Lisa Nilova (2004)